# Garcilaso de la Vega
Garcilaso de la Vega (Toledo, c. 1503 – Nice, 14 de outubro de 1536) foi um poeta renascentista espanhol, conhecido por ter introduzido as formas poéticas italianas (Dolce stil novo) na literatura espanhola. As principais obras de Garcilaso são éclogas e poemas de amor. Seus poemas incluem três pastorais, 37 sonetos, cinco canções, duas elegias e uma epístola em versos brancos.
Otto Maria Carpeaux, na História da Literatura Ocidental, diz que "Garcilaso de la Vega é, em certo sentido, o maior poeta de língua espanhola, porque nenhum outro foi tão exclusivamente poeta".

## Vida
Seu pai ocupava importante cargo na corte dos Reis Católicos.
Em sua vida, fundiu os ideais do bom cortesão: as armas e as letras, a espada e a pena, o saber e o combate. Esteve a serviço de Carlos V, como cortesão e militar, tendo tomado parte em várias guerras imperiais.
Sua morte está cercada de mistérios. Provavelmente, morreu durante uma invasão na Provença, enquanto acompanhava D. Pedro de Toledo.

## Obra
Garcilaso reúne diversas correntes: a poesia lírica tradicional (Teócrito, Virgílio, Horácio e Petrarca), o humanismo e a estética platônica.
É considerado o mais insigne, o príncipe dos poetas castelhanos. O tema central de seu lirismo é o amor, que ele exprime sob uma forma dolorida e dentro da mais aguda solidão, sendo muitos dos seus sonetos endereçados a uma tal "Elisa" (provavelmente D. Isabel Freyre, dama de companhia da princesa Isabel).
Sua grande maestria técnica sente-se na suavidade dos versos, na harmonia e combinação das estrofes e na seleção de imagens e conceitos. O tom, a qualidade e medida de sua linguagem poética dão fisionomia especial à sua poesia, na qual não existem os exageros apaixonados, mas ao contrário, a ponderação, a pureza, a claridade, o decoro, a sobriedade.